# Crotop
D'acord amb la mitologia grega, Crotop (en grec antic Κρότωπος) va ser un rei d'Argos, fill d'Agènor. Va tenir dos fills, Estenelau i Psàmate
Psàmate havia estat amant d'Apol·lo i del déu va tenir un fill, Linos, que va abandonar així que va néixer, per por al seu pare. Linos va ser recollit per uns pastors però més tard els seus gossos el van devorar. Psàmate no podia amagar el dolor de la pèrdua del seu fill i explicà a Crotop tota la història. Ell s'enfadà, i no va creure que el pare havia estat Apol·lo. Va manar que ajusticiessin la seva filla i la va fer enterrar viva. Apol·lo, irritat per les morts del seu fill i de la seva amant, envià a l'Argòlida un monstre terrible anomenat Pena, i l'oracle indicà que només cessaria si es tributaven honors divins a Psàmate i a Linos. Un cop passat el flagell, Crotop s'hagué d'exiliar i s'instal·là a Mègara.
Ovidi explica que després de mort, Apol·lo el va precipitar al Tàrtar i el va posar entre els grans criminals.